# Aeroperú Flight 603

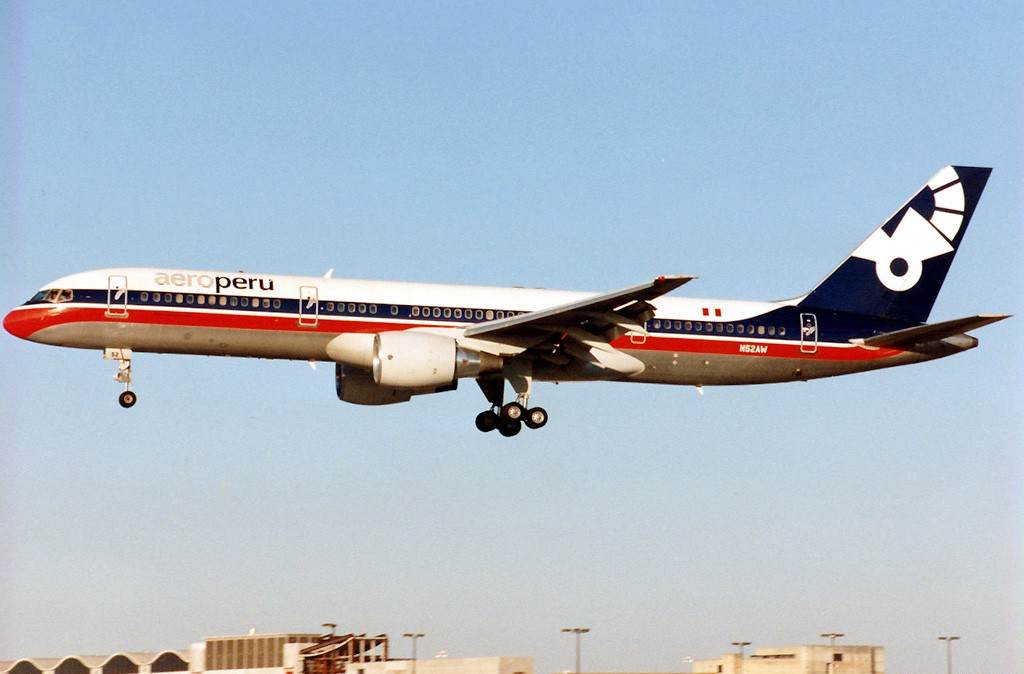
De förolyckade flygplanet.

Aeroperú Flight 603 var en schemalagd flight från Lima, Peru till Santiago de Chile, Chile. Den 2 oktober 1996 havererade planet över Stilla Havet, strax utanför Peru.

## Händelseförlopp
Efter att planet lyfte vid midnatt den 2 oktober 1996 märkte besättningen ombord att Boeing 757:ans instrument inte indikerade det de skulle, bland annat att planet flög för fort, för långsamt och flög för lågt. Besättningen deklarerade nödsituation och önskade att omedelbart få återvända till flygplatsen i Lima. På planet gjorde osäkerheten om vilka instrument som visade lika som flygledarens mätare, och vilka som var felaktiga att piloten Eric Schreiber och flygstyrman David Fernandéz inte kunde vara säkra på hur högt över havet de var eller hur fort de flög.
Flygledaren gav klartecken för planet att vända om och landa. Hans radar visade att Flight 603 flög 9700 fot över havet, men dess egentliga höjd var runt 300 meter. På grund av brist på dagsljus visste inte besättningen om de var rätt, men flygledarens radar visade att planet nu kunde börja gå nedåt och påbörja sin landning. Egentligen var planet på väg åt rätt håll, men när man påbörjade sin nedåtgång närmade man sig havet med en alldeles för hög hastighet.
Planets terrängvarning gick igång. Denna indikerar när flygplanet befinner sig på en för låg nivå. Trots denna varning fortsatte man att gå nedåt då flygledaren sade att allt var i sin ordning. På grund av en högerroll nuddade den högra vingtippen vattnet. Det dröjde inte länge innan flygplanet till slut försvann i havet, 25 minuter efter det första ropet om nödsituation. Alla 61 passagerare och 9 besättningsmedlemmar omkom.
Flygledaren hade tidigare skickat upp en Boeing 707 för att hjälpa Aeroperú-planet, men när 707:an nådde platsen var Flight 603 redan borta. Senare hittade utredare nio kroppar som flöt på vattenytan. Övriga hade försvunnit ned i vattnet med flygplanet.
Olyckan ledde senare, tillsammans med andra ekonomiska problem, till att Aeroperú gick i konkurs.